# Metoda Suzuki

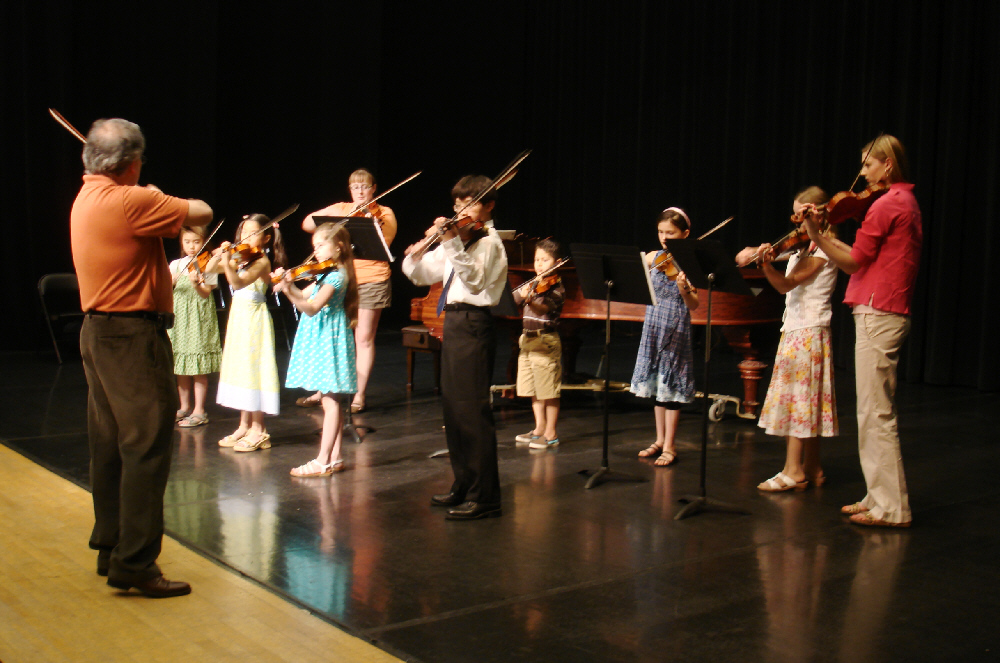
Metoda Suzuki w grze na skrzypcach

Metoda Suzuki – metoda uczenia małych dzieci gry na instrumentach muzycznych na zasadzie naśladownictwa, stworzona przez japońskiego skrzypka Shinichi Suzuki (1898–1998) w latach 40–50. XX w.
Początkowo metodą Suzuki uczono gry na skrzypcach dzieci w wieku 3–5 lat. Shinichi Suzuki opracował ją dla swego 4-letniego ucznia już w latach 30. Po wojnie powstał Instytut Rozwoju Talentu w Matsumoto w Japonii, gdzie rozszerzono stosowanie metody Suzuki na naukę gry na innych instrumentach muzycznych, m.in. na fortepianie, gitarze, wiolonczeli.
Shinichi Suzuki stworzył cały system metodyczno-filozoficzny, który opisał w książce „Nurtured by Love”. Idea jego metody edukacji muzycznej sprowadza się do otoczenia troską i miłością małych dzieci od najmłodszego wieku, kiedy to osiągają one najszybsze efekty pracy poprzez naśladowanie dorosłych – rodziców czy ulubionego nauczyciela. Nauka gry na instrumencie została tam porównana do nauki mowy u małego dziecka, którą to trudną sztukę niemal każde dziecko opanowuje doskonale. Metodą Suzuki można nauczyć grać każde dziecko, nie tylko szczególnie uzdolnione. Tak wczesne rozpoczęcie nauki gry na instrumencie wpływa na rozwój dziecka, jego wrażliwość na piękno. Szybko osiągane sukcesy w grze podnoszą dziecko na duchu i wzmacniają poczucie wartości i własnych możliwości. Rozwija też umiejętności językowe, matematyczne oraz pamięć. Często odbywają się zbiorowe pokazy gry na skrzypcach, w których uczestniczy równocześnie kilkudziesięciu małych wykonawców.
W Polsce działa stowarzyszenie Centrum Edukacji Suzuki (CES) w Warszawie, które zajmuje się upowszechnianiem idei Suzuki.